# Leucania tinila
Leucania tinila là một loài bướm đêm trong họ Noctuidae.